# Bothriomyrmex wroughtonii
Bothriomyrmex wroughtonii är en myrart som beskrevs av Auguste-Henri Forel 1895. Bothriomyrmex wroughtonii ingår i släktet Bothriomyrmex och familjen myror.

## Underarter
Arten delas in i följande underarter:
- B. w. dalyi
- B. w. formosensis
- B. w. javanus
- B. w. victoriae
- B. w. wroughtonii